# Rakel Camacho
Raquel Camacho, más conocida como Rakel Camacho (Albacete, 1979) es una directora de escena y dramaturga española. En 2020, recibió el premio de la Asociación de Directores de Escena (ADE) de España en la categoría de Jóvenes Directores Emergentes.En 2024 fue nominada a los premios de la ADE en la categoría de Dirección por el espectáculo Coronada y el toro. 

## Trayectoria
Camacho es licenciada en Dirección de Escena por la Real Escuela Superior de Arte Dramático de Madrid en 2009, su trabajo de fin de carrera fue la puesta en escena de La carroza de plomo candente de Francisco Nieva. Posteriormente, fundó la compañía La Intemerata, junto a la actriz Rebeca Matellán, para la que realizó la dramaturgia y dirigió los espectáculos La cabeza del dragón de Ramón María del Valle-Inclán en 2011 en el Teatro Calderón de Madrid, Aleluya erótica (adaptación de El amor de don Perlimplín con Belisa en su jardín de Federico García Lorca), o El año que se rompió mi corazón de Íñigo Guardamino en la sala Berlanga en 2013. En 2014 dirigió y coescribió junto a Pilar Almansa, Lucientes (¿sois almas en pena o sois hijos de puta?), sobre Los Caprichos de Francisco de Goya, una coproducción junto a la Fundación Fuendetodos Goya. Este montaje participó en el Festival A-part les baux en Provence en Francia.
En 2016 comenzó el proceso de creación de La donna immobile (dormirse virgen y despertar madre de gemelos), inspirado en un cuento de Giambattista Basile, gracias a una beca de creación Crea-Quinta en La Quinta del Sordo. El espectáculo, con dirección y dramaturgia de Camacho, se estrenó en el Teatro del Barrio de Madrid en 2018, fue finalista del certamen AlmagrOff del Festival de Teatro Clásico de Almagro y obtuvo el Premio CENIT al Mejor Espectáculo en el Centro TNT /Atalaya) en Sevilla ese mismo año. Matellán, por su parte, recibió el premio a la Mejor Interpretación Femenina en el mismo certamen. También escribió y dirigió ese mismo año, 10% de tristeza, en la sala Cuarta Pared de Madrid. Esta creación surgió de un Laboratorio de Creación ETC de la sala Cuarta Pared dedicado a reflexionar sobre la felicidad. El espectáculo fue reprogramado en 2019 en la misma sala debido a su éxito de recepción.
En 2019 participó como directora invitada en el espectáculo Comunidad3s, una producción del Centro Dramático Nacional, junto a Pilar Almansa y David Martínez. En 2020 realizó y dirigió la adaptación de Una novelita lumpen de Roberto Bolaño en el Teatro Pavón de Madrid. Por este montaje, que tuvo buena acogida de la crítica, Camacho recibió el premio de la Asociación de Directores de Escena (ADE) de España en la categoría de Jóvenes Directores Emergentes. Ese mismo año también realizó la mirada externa y la dirección actoral del espectáculo de circo de la compañía nueveuno, Suspensión, como parte de una convocatoria del Teatro Circo Price que buscaba la experimentación entre compañías de circo y directores de teatro.
En 2021 dirigió y escribió junto a David Testal, Cada átomo de mi cuerpo es un vibroscopio, a partir de El mundo en el que vivo de Helen Keller, que se estrenó en el Teatro de la Abadía de Madrid. En 2022 dirigió diversas producciones de otras compañías como Arte de Yasmina Reza para la compañía Cachivaches o Qué mujer prodigio soy de Juana Escabias para Territorio Violeta, estrenada en el Festival Clásicos en Alcalá.
Su dirección escénica de Coronada y el toro de Francisco Nieva, estrenada en marzo de 2023 en las Naves del Español de Madrid, recibió el interés de la crítica. El espectáculo recibió el Premio Godot al Mejor Elenco y el Premio Godot a la Mejor Música ese mismo año. En mayo de ese mismo año, participó en el proyecto Humanidad (Cinco visiones de Goya para circo), una producción del Teatro Circo Price, inspirada en Los Desastres de la Guerra de Goya, que contó con cuatro directores de circo invitados entre los que se encontraba Zenaida Alcalde, la dramaturgia de María Folguera y la dirección escénica de conjunto por parte de Camacho.En 2024 fue nominada a los premios de la Asociación de Directores de Escena (ADE) en la categoría de Mejor Dirección por Coronada y el toro.
En 2024 estrenó como directora y adaptadora el espectáculo La paz, texto de Francisco Nieva a partir de la obra homónima de Aristófanes, en el Festival Internacional de Teatro Clásico de Mérida, con Joaquín Reyes, Sara Escudero, Astrid Jones, Ángeles Martín y otros actores en el elenco.Ese mismo año llevó a escena El cuarto de atrás, versión teatral de la novela homónima de Carmen Martín Gaite realizada por María Folguera, y protagonizada por Emma Suárez, Alberto Iglesias y Nora Hernández.
En 2025 dirigió Las amargas lágrimas de Petra von Kant, de Rainer Werner Fassbinder, para el teatro Nave10 en Madrid, protagonizada por Ana Torrent, Celia Freijeiro, Aura Garrido, Maria Luisa San José y Julia Monje. Ese mismo año la Compañía Nacional de Teatro Clásico, dirigida por Laila Ripoll, le encargó llevar a escena Fuenteovejuna de Lope de Vega, en versión de María Folguera, para su estreno en el Festival Internacional de Teatro Clásico de Almagro en julio de 2025.
Su estilo en la dirección de escena y dramaturgia ha sido definido por la crítica como ceremonial, barroco y alejado del realismo.